# The Glamorous Life
The Glamorous Life ist ein 1984 veröffentlichter Song der US-amerikanischen Musikerin Sheila E., den Prince geschrieben, komponiert, arrangiert und gemeinsam mit Sheila E. produziert hat. Das Stück ist auf ihrem gleichnamigen Album enthalten und wurde am 2. Mai 1984 als Vorabsingle ausgekoppelt. Es ist der einzige Top-Ten-Hit für Sheila E. in den US-Charts. The Glamorous Life besitzt Einflüsse von Funk und Jazz.

## Geschichte
Prince nahm The Glamorous Life am 27. Dezember 1983 in seinem damaligen Tonstudio auf. Anfang 1984 übernahm Sheila E. den Hauptgesang und fügte Schlagzeugspiel hinzu. Der Liedtext handelt von einer Frau, für die anfangs ein „glamouröses Leben“ wichtiger als wahre Liebe gewesen ist.
Am 2. Mai 1984 erschien The Glamorous Life als Vorab-Single vom gleichnamigen Sheila E.-Album. Am 15. Oktober 1984 wurde der Song im Vereinigten Königreich erneut veröffentlicht, und am 15. April 1985 in den USA. Prince’ Originalversion erschien im Juni 2019 auf dem Album Originals.

## Rezeption

### Chartplatzierungen
| ChartsChartplatzierungen       | Höchstplatzierung | Wochen |
| ------------------------------ | ----------------- | ------ |
| Vereinigtes Königreich (OCC)   | 96 (2 Wo.)        | 2      |
| Vereinigte Staaten (Billboard) | 7 (26 Wo.)        | 26     |

| ChartsJahrescharts (1984)      | Platzierung |
| ------------------------------ | ----------- |
| Vereinigte Staaten (Billboard) | 30          |

Zudem erreichte die Single Platz 3 in Kanada und in den Niederlanden, sowie Platz 5 in Belgien und Platz 11 in Australien. Gold- oder Platin-Auszeichnungen sind nicht bekannt.

### Grammy-Nominierung
Im Jahr 1985 wurde Sheila E. für The Glamorous Life bei den Grammy Awards in den beiden Kategorien „Best Pop Vocal Performance, Female“ und „Best R&B Song“ nominiert, gewann aber nicht.

## Musikvideo
Die Regie des Musikvideos wurde von Mary Lambert geführt, die Spielszenen wurden in Schwarzweißfotografie gedreht, die Aufnahmen von der musikalischen Darbietung in Farbe. Zu Beginn tanzen drei exzentrisch gekleidete und zum Teil maskierte Personen, Sheila E. fährt in Gestalt der Protagonistin im Auto vorbei. Die drei Leute laufen tanzend an einem Geschäft vorbei. Es folgen Aufnahmen von Sheila E. mit dem Schlagzeug im Vordergrund; die begleitenden Studiomusiker spielen unter anderem Keyboard und Gitarre und agieren mehr am Rande. Während Sheila E. den Song im Studio singt, wird die Handlung in Zwischenszenen fortgesetzt: Als die Fahrt endet, steigt Sheila E. im Pelzmantel aus dem Auto und geht zu einer Frau, die bedrückt auf einer Parkbank sitzt. Sie gibt Sheila E. Blumen, die ihr daraufhin ein paar Geldscheine in die Hand drückt. Ein Mann kommt auf Sheila E. zu, beide umarmen sich. Im Verlauf der Handlung schmust die Protagonistin im Clip mit Männern an verschiedenen Orten.
Sheila E. ist bei ihrem Auftritt am Schlagzeug zu sehen, dabei ihre Trommelstöcke in die Luft wirft und auch mit dem Fuß einen Schlag auf das hochgestellte Crash-Becken setzt, ohne aus dem Rhythmus zu kommen. Erneut sieht man die drei Leute; am Ende des Videos verschwimmen die Spiel- und Musikszenen, Sheila E. geht langsam eine Treppe hinunter.

## Coverversionen
- 2001: Eden’s Crush feat. Nicole Scherzinger
- 2002: Ringo Starr mit Sheila E.
- 2005: Melissa Tkautz[8]
- 2005: T-Funk feat. Inaya Day
- 2012: Theophilus London (seine Version heißt Glam Life 2.0)
- 2017: Jenn Cuneta